# 咱们死人醒来的时候
咱们死人醒来的时候 (挪威語：Når vi døde vågner) （When We Dead Awaken）是挪威剧作家易卜生的最后一出戏剧，也是他最短的一出戏剧，出版于1899年，1900年在斯图加特第一次被搬上舞台。

## 人物列表
- 阿诺尔得·鲁贝克教授，雕塑家
- 梅遏·鲁贝克太太，他的妻子
- 乌尔费姆，地主
- 浴场视察员，一位陌生女客，一位教会女护士，茶房、浴场游客和孩子们

第一幕在海滨浴场区。第二幕和第三幕在高山上一个疗养区附近。

## 情节简介
雕塑家鲁贝克教授崇拜唯美主义艺术，他年轻时创作了一座象征最理想的女人觉醒的大理石雕像。当时的模特儿，美丽的少女爱吕尼深深地爱恋他，并赋予他灵感，帮助他塑造成杰作《复活日》。他为了完成自己的事业，不“亵渎自己的灵魂”，没有接受爱吕尼的爱情，致使爱吕尼出走，变成放荡不羁的人。鲁贝克成名之后，娶爱好打扮和游乐的姑娘梅遏为妻。婚后，鲁贝克对梅遏逐渐感到厌倦，梅遏对鲁贝克也有同感。过了多年，鲁贝克一直没有得到爱吕尼的消息，他再也找不着那么好的模特儿了。现在，他的雕塑转向“大型群像”，这是大人先生们花钱订做的艺术品，他认为这些东西毫无价值，内心非常空虚惆怅。
在一个海滨浴场上，鲁贝克夫妇与爱吕尼相遇。心灰意冷的爱吕尼见到鲁贝克，感到无比兴奋，向她倾诉了自己的不幸生活，还批评他过去奉行的“第一是艺术作品，其次才是人生”的信条。他们都为过去轻易放弃了幸福生活而惋惜，而且希望重温旧梦。他们终于挽手登上高处，又穿过雪地、迷雾，一直走上“朝阳照耀的塔尖”，结果，他们被大雪埋葬了。与此同时，梅遏为了寻求生活的乐趣，跟随猎手乌尔费姆去探险，过自由自在的日子。她在深谷里高兴地庆幸自己“像飞鸟一样的自由”。

## 主题与风格
「當咱們死人醒來」是易卜生最具奇幻亦是最絕望的劇本。無論在劇裡的發展從海濱到山上，以及魯貝克是個雕塑家，都可見本劇以石頭及石化的形象為主。
而劇中的結尾愛呂尼及魯貝克在尋覓多年後終於一起、雙雙穿過迷霧尋找自己的幸福卻被雪崩所埋沒，對比梅遏為了尋找人生的樂趣而快樂地跟隨了她覺得長得醜得像法翁的獵手烏爾費姆，帶出了人類對於生命的慾望，但那些渴求能否實現卻是有所保留、而人們應該要為了自己的理想而放棄其他事物強行忍耐，抑或是及時行樂，給本劇留下了諷刺的結論。